# Tub de raigs catòdics

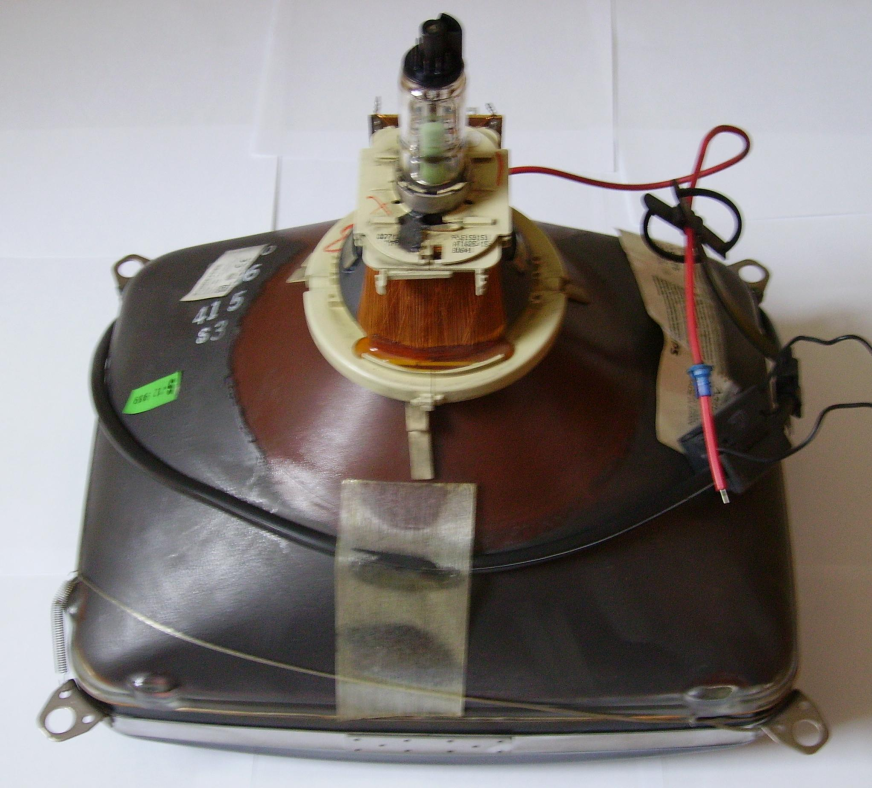
Tub de raigs catòdics

El tub de raigs catòdics (CRT, Cathode Ray Tube en anglès) és un dispositiu de visualització inventat per Karl Ferdinand Braun (1850-1918), encara que Philo Farnsworth hi va contribuir en el desenvolupament. S'empra principalment en monitors de vídeo, televisors, oscil·loscopis, pantalles d'ordinador i radars.
Va ser l'element decisiu en la història de la televisió. Aquest tub és una vàlvula on l'últim ànode es recobreix amb un element capaç d'emetre llum quan hi incideix un feix d'electrons. Per poder controlar la intensitat del punt de la imatge, es col·loquen uns elèctrodes de porta amb els quals es controla la intensitat del feix. Es col·loquen en el camí dels electrons uns elèctrodes que fan un efecte de lent electrònica i que permeten fer incidir tots els electrons del feix en un punt estret sobre la pantalla. Exteriorment es col·loquen unes bobines que controlen un camp magnètic que desplaça el feix d'electrons per tota la pantalla, il·luminant-la en tots els seus punts. Controlant adequadament la intensitat del feix en cada moment, es genera una imatge a la pantalla.
Al passar al segle xxi, les pantalles de plasma, LCD, DLP més planes, menys voluminoses i de major eficiència energètica han reemplaçat els tubs a mesura que els preus baixaven.

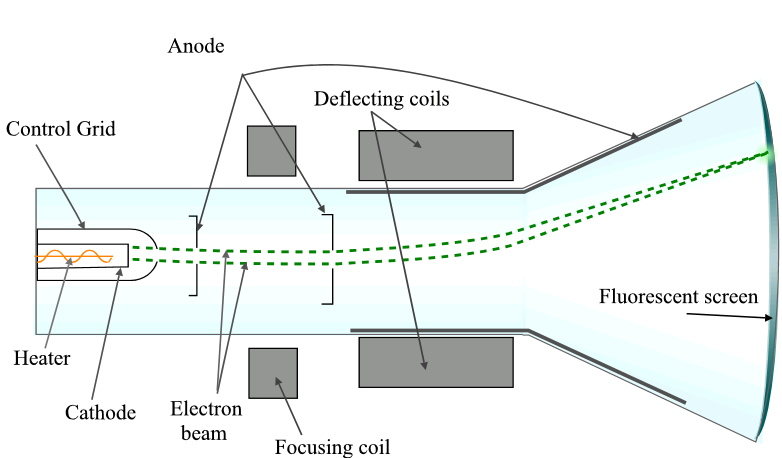
Secció esquemàtica d'un tub de raigs catòdics monocrom.

## Orígens
El tub de raigs catòdics va ser inventat pel científic alemany Karl Ferdinand Braun el 1897, però no se li van trobar aplicacions comercials fins a la fabricació dels primers receptors de televisió a la fi dels anys 1940. Altres experimentadors van seguir investigant (com Philo Farnsworth) en un sistema que s'ha mantingut viu en els televisors, oscil·loscopis i pantalles d'ordinador, fins al pas del segle.
La primera versió del tub catòdic va ser un díode de càtode fred, una modificació del tub de Crookes amb una capa de fòsfor sobre el frontal. Aquest tub s'anomena en algunes ocasions tub de Brown. La primera versió que va utilitzar un tub calent va ser desenvolupada per J. B. Johnson i H. W. Weinhart de la societat Western Electric. Aquest producte va ser comercialitzat per primera vegada l'any 1922. El 1934 Telefunken va posar a la venda els primers receptors de televisió amb tubs de raigs catòdics.

## Funcionament
Tot i que els CRT que s'utilitzen en els monitors moderns van tenir moltes modificacions que els van permetre millorar la qualitat de la imatge, segueixen utilitzant els mateixos principis bàsics. El monitor és l'encarregat de traduir i mostrar les imatges en forma de senyals que provenen de la targeta gràfica o la placa mare. El seu interior és similar al d'un televisor convencional. La majoria de l'espai està ocupat per un tub de raigs catòdics en el qual se situa un canó d'electrons. Aquest canó dispara constantment un feix d'electrons contra la pantalla, que està recoberta de fòsfor (material que il·lumina en entrar en contacte amb els electrons). En els monitors a color, cada punt o píxel de la pantalla està compost per tres petits punts de fòsfor: Vermell (magenta), cian (blau) i verd. Il·luminant aquests punts amb diferents intensitats, es pot obtenir qualsevol color.
Aquesta és la forma de mostrar un punt a la pantalla, però com s'aconsegueix omplir tota la pantalla de punts? La resposta és fàcil: el canó d'electrons activa el primer punt de la cantonada superior esquerra i, ràpidament, activa els següents punts de la primera línia horitzontal. Després segueix pintant i omplint les altres línies de la pantalla fins a arribar a l'última i torna a començar el procés. Aquesta acció és tan ràpida que l'ull humà no és capaç de distingir com s'activen els punts per separat, percebent la il·lusió que tots els píxels s'activen al mateix temps.
Els raigs catòdics són fluxos d'electrons a alta velocitat procedents del càtode del tub.
El feix d'electrons s'accelera i s'enfoca fins que impacta sobre un revestiment de fòsfor. L'energia que contenen els electrons augmenta el nivell dels electrons del fòsfor. Quan els electrons tornen al seu estat inicial, emeten energia en forma de llum.
La brillantor depèn de:
- La naturalesa del fòsfor
- La tensió usada per accelerar el feix d'electrons
- El corrent del feix
- La duració de l'excitació

El feix d'electrons es genera mitjançant un canó d'electrons, un conjunt d'electrons que es troben al coll del tub. En escalfar-se el càtode es produeix un despreniment d'electrons per una emissió termoiònica. L'escalfament del càtode s'aconsegueix sotmetent el filament a una tensió de 6,3 V.
En un tub catòdic, els electrons són concentrats, ja sigui magnèticament per una bobina o electro-estàticament per una reixa fina per obtenir una raig igual de fi. La densitat del raig pot ser finalment controlat per una reixa com és el cas dels tubs de TV. Aquest raig és desviat, ja sigui magnèticament per bobines (com els tubs de TV), ja sigui electro-estàticament per elèctrodes de desviacions (en la major part dels oscil·loscopis). A continuació, aquest raig arriba a un ànode cobert d'un material fosforescent, sovint a base de terres rares (barreja d'òxids i hidròxids). Quan els electrons, després de desplaçar-se a través del buit, impacten sobre la superfície, s'emet llum.
A causa del revestiment fosforescent, en impactar els electrons tan sols s'emet llum durant un curt període, i per tant, és necessari que el feix d'electrons generat pel tub de raigs catòdics escombri la pantalla moltes vegades per segon, per així poder percebre una sensació de continuïtat de la imatge en el temps.

## Elements
El CRT es divideix en tres parts: Coll, campana i pantalla

### Coll
Al coll trobem com a primer component el filament, responsable d'escalfar el càtode que és el segon component. Després d'aquest es localitza la reixa de control o Wehnelt (G1), la reixa pantalla o cut-off (G2), i finalment la de reixa de focus (G3), comunament anomenada ànode. Totes aquestes tenen la funció comuna d'accelerar el feix d'electrons perquè arribi a impactar a la superfície del fòsfor (que té una capa d'alumini també connectada a la MAT) i així es produeix la il·luminació del punt a la pantalla del CRT.

### Campana
Dins de la campana es troba l'ànode, el qual atrau els electrons generats en el càtode i els fa xocar a gran velocitat contra la pantalla que es troba recoberta de fòsfor, la qual en ser colpejada pels electrons genera una llum brillant, la mateixa que formarà les imatges. Per fora de la zona de la campana està recoberta d'una pintura negra anomenada ACUADAC, que és la massa del CRT, i d'aquesta manera es forma un condensador entre la massa i la part interna del tub. El vidre actua com a dielèctric. Entre el coll i la campana, en el costat exterior es troben les bobines de deflexió (yugo). Aquestes tenen la funció de desviar els electrons produint un escaneig en tota la superfície de la pantalla.

### Pantalla

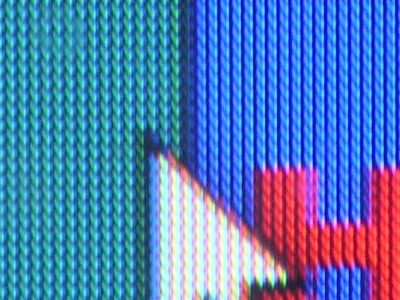
Detall d'una pantalla

A la pantalla hi ha la shadow mask, que és l'encarregada d'aconseguir que cada canó de color (R,G,B) exciti únicament als punts de color que corresponguin. Aquesta pot ser de tipus convencional o de tipus Wega Triniton utilitzades pels televisors Sony.
Finalment es localitzen els fòsfors de colors vermell, verd i blau, els quals serviran per formar les imatges en color passant des de negre fins a blanc simplement amb la combinació dels tres colors primaris.

## Característiques de la pantalla
Les pantalles CRT són les més pesades i les que més volum ocupen. Això és perquè el feix d'electrons necessita un determinat espai per poder formar les imatges a la pantalla. A més, el pes de les CRT, augmenta exponencialment amb la mida de la pantalla car el vidre ha de ser suficientment gruixut com per suportar la pressió atmosfèrica. En comparació amb les CRT, tant les LCD com les pantalles Plasma ocupen molt menys espai i són molt més lleugeres.
A més, en relació amb la geometria de la pantalla, s'ha de tenir en compte la distorsió de la imatge formada. Les pantalles TFT no distorsionen la imatge a les vores de la pantalla perquè tenen una geometria plana i tots els píxels són actius. En canvi, en el cas de les pantalles CRT, existeix una distorsió perifèrica que s'accentua a mesura que el feix d'electrons s'apropa a les vores. Aquest fet és a causa del fet que les pantalles CRT tinguin un marge negre al voltant de la imatge. Això, sumat al radi de curvatura que presenten les CRT, fa que la mesura de la diagonal real (vista per l'usuari) sempre sigui menor a la diagonal de la pantalla. Tant a les LCD com a les de Plasma, la diagonal real és igual a la diagonal de la pantalla.

### Freqüència de refresc
En una pantalla CRT la freqüència de refresc vertical és una paràmetre molt important, ja que es relaciona aquesta freqüència amb la fatiga visual. En aquestes pantalles la imatge és creada nova sempre línia per línia, encara que aquesta no hagi canviat, ja que és necessari crear continuïtat en el temps. La freqüència de refresc és el nombre de vegades que es dibuixa la imatge per segon, és a dir, el nombre de vegades que el feix d'electrons escombra per complet la pantalla en un segon.
Si aquesta freqüència no és prou elevada, llavors s'observa un efecte de parpelleig de la imatge. Encara que el fet que l'ull humà sigui capaç de detectar el parpelleig, això no implica necessàriament problemes visuals, tot i que molts experts consideren que aquest parpelleig és un dels causants de la fatiga visual, ja que els músculs oculars treballen més quan no existeix parpelleig.
Per evitar aquest parpelleig, els fabricants de pantalles s'han esforçat a augmentar la freqüència de refresc de les pantalles. Actualment aquests valors són entre 72 Hz i 96 Hz. En condicions normals, les freqüències inferiors a 96 Hz no són suficients per evitar aquesta percepció de parpelleig.
Les TFT també necessiten un refresc continu per crear la sensació de continuïtat. Tot i això, aquest refresc no és línia a línia com a les CRT, sinó que tota la pantalla s'actualitza a la vegada com en una projecció de cinema i això fa que la fatiga visual ocasionada sigui menor que la de les CRT.

### Visualització per escombrat
En el cas de la televisió i dels monitors d'ordinador moderns, tot el frontal del tub s'obté per escanejar segons un recorregut definitiu, i es crea la imatge fent variar la intensitat del feix d'electrons durant el recorregut. El flux en totes les TV modernes és desviat per un camp magnètic aplicat sobre el coll del tub creat per unes bobines (normalment dos) i controlades per un circuit electrònic. Això s'anomena escombrat per desviació magnètica.

### Visualització vectorial
En el cas d'un oscil·loscopi, la intensitat del feix es manté constant, la imatge és dibuixada pel camí que segueix el feix. Normalment la desviació horitzontal és proporcional al temps, i la vertical a l'amplitud del senyal. Els tubs per a aquest tipus d'ús són llargs i estrets, i a més, la desviació s'assegura per l'aplicació d'un camp electroestàtic en el tub mitjançant plaques (de desviació) situades al coll del tub. Aquesta classe de desviació és més ràpida que una desviació magnètica, ja que en el cas d'aquesta última la inductància de la bobina impedeix les variacions ràpides del camp magnètic (ja que impedeix la variació ràpida del corrent que crea el camp magnètic).

#### Visualització vectorial dels ordinadors
Els primers monitors gràfics per a ordinadors utilitzaven tubs de visualització vectorial similars als dels oscil·loscopis. Aquí el feix traçava línies entre punts arbitraris, repetint el moviment el més ràpid possible. Aquests monitors es van utilitzar en la major part de pantalles d'ordinador des de la fi dels anys 70 fins a mitjan 80. Aquesta visualització no sofreix aliasing ni píxelament, ja que tan sols poden senyalar els contorns de les formes, i una escassa quantitat de text, preferiblement gran. Això és així perquè la velocitat de visualització és inversament proporcional al nombre de vectors que s'han de dibuixar, i "omplir" una zona utilitzant molts vectors és impossible, així com escriure una gran quantitat de text. Alguns monitors vectorials eren capaços de mostrar diversos colors, sovint utilitzant dues o tres capes de fòsfor. En aquests monitors, controlant la força del feix d'electrons, es controla la capa assolida, i en conseqüència el color mostrat, que generalment era verd, taronja o vermell.
Altres monitors gràfics utilitzaven tubs d'emmagatzematge (storage tube). Aquests tubs catòdics emmagatzemaven les imatges i no necessitaven refresc periòdic.

## Monitors de color

### Principi
Els monitors en color utilitzen tres matèries agrupades en un punt, per la qual cosa el frontal del tub està cobert de punts minúsculs. Cada una d'aquestes matèries produeix un color si és sotmesa a un flux d'electrons. Els colors poden ser vermell, verd o blau. Hi ha tres canons d'electrons, un per cada color, i cada canó sols pot encendre els punts d'un color. Hi ha també, una màscara abans del frontal per evitar la interferències entre els diferents canons.

### Proteccions
El vidre utilitzat en el frontal del tub, permet el pas de la llum produïda pel fòsfor cap a l'exterior, però en tots el models moderns bloqueja els Raigs X generats per l'impacte del flux d'electrons amb una gran energia. Per això el vidre frontal està ple de plom. Gràcies a això i a altres proteccions internes, els tubs poden satisfer les normes de seguretat, que són cada vegada més severes en el que es refereix a temes de radiació.

### Colors mostrats
Els tubs catòdics tenen una intensitat característica en el flux d'electrons, intensitat lluminosa que no és lineal, que es denomina gamma. Per les primeres televisions, el gamma de la pantalla era un avantatge, ja que al comprimir el senyal el contrast augmenta (nota: no es parla de compressió numèrica, sinó de compressió d'un senyal, que pot estar definida per una reducció d'allò que té un baix nivell i un augment del que és més elevat). Els tubs moderns tenen sempre un gamma (més baix), però aquest es pot corregir per obtenir una resposta lineal, permetent veure la imatge amb els seus colors veritables, cosa que és molt important en la impremta entre altres coses.

### Electricitat estàtica
Algunes pantalles o TV que utilitzen tubs catòdics poden acumular electricitat estàtica, inofensiva, sobre el frontal del tub, cosa que implica l'acumulació de pols, que redueix la qualitat de la imatge. És necessària una neteja (amb un drap sec o producte adequat, ja que alguns productes poden danyar la capa anti-reflex, si aquesta existeix).